# Rudolf Sommer (Diplomat)
Rudolf Sommer (* 1. Dezember 1877 in Naumburg; † nach Dezember 1937) war ein deutscher Konsularsekretär, Konsul und Geschäftsträger der deutschen Gesandtschaft in Teheran.

## Beruflicher Werdegang
Die Eltern von Rudolf Sommer waren der Mechaniker und Optiker Emil Sommer sowie dessen Ehefrau Anna, geborene Hartwig. In seiner Geburtsstadt Naumburg besuchte er zuerst das Domgymnasium und später das Realgymnasium, bis er die Schule 1893 mit der Sekundarreife verließ. Noch im gleichen Jahr begann er eine Beschäftigung im mittleren preußischen Justizdienst. Dort legte er Ende 1898 eine Berufsprüfung als Gerichtsschreiber ab. Nach weiteren vier Jahren stieg er zum ständigen Bürohilfsarbeiter auf.
Mitte 1905 erhielt Sommer eine Einberufung in den Auswärtigen Dienst und begann dort im Bereich der Bürotätigkeiten. Bereits nach wenigen Wochen kam er im August 1905 am Generalkonsulat in Genua zum ersten Auslandseinsatz. In Italien verblieb er bis 1912 und wurde während dieser Zeit zum 1. Konsularsekretär ernannt. Kurz vor Ablauf erhielt er die berufliche Anerkennung als Geheimer Sekretariatsassistent und wechselte zum September 1912 zum Chiffrierbüro des Auswärtigen Amtes in Berlin. Hier erfuhr er eine Einweisung für den nächsten Einsatz.

## Einsatz in Asien
Der nächste Auslandseinsatz führte Sommer für ein Jahr an die deutsche Botschaft in Konstantinopel. Dort nahm er die Geschäfte des 1. Botschaftskanzlisten wahr. Anfang 1913 wechselte er an die deutsche Gesandtschaft in Teheran, wo er bereits nach sechs Monaten zum Legationskanzlist ernannt wurde. Bedingt durch die anhaltenden Wirren des Ersten Weltkrieges musste der seit 1912 im Amt des Geschäftsträgers tätige Heinrich XXXI. Reuß zu Köstritz die Mission schließen und 1917 das Land verlassen. Bis zur kriegsbedingten Schließung verblieb lediglich Sommer als Botschaftssekretär vor Ort. Von da an wurden die deutschen Interessen im Iran zunächst von der US-amerikanischen Botschaft wahrgenommen. Sommer selbst verblieb unter ziviler Abdeckung eines Hofrates, dessen Charakter ihm Ende 1917 verliehen worden war, im Territorium. Später übernahm den Schutz der deutschen Rechte dort die spanische Gesandtschaft in Teheran. Nach dem Zusammenbruch des deutschen Kaiserreichs und der Bildung der Weimarer Republik wurde Sommer Ende 1919 zum Kanzleivorstand ernannt. Im Juni 1920 bekam er die Führung der Amtsgeschäfte der Gesandtschaft übertragen. Nachdem er im Juni 1922 seine konsularischen Prüfungen abgelegt hatte, wurde er Anfang 1923 zum Legationssekretär ernannt. Zum gleichen Zeitpunkt übernahm Friedrich-Werner Graf von der Schulenburg die Leitung der diplomatischen Mission.
Ab Oktober 1923 stand für Sommer der nächste Wechsel ins russische Charkow fest. Hier trat er Anfang Januar 1924 für ein Jahr die Leitung des deutschen Generalkonsulats in Charkow an. Diese Einsatzzeit wurde ab April durch eine zeitweilige Führung des Generalkonsulats in Tiflis und ab Oktober des Konsulats in Wladiwostok unterbrochen. Von Januar 1925 an wechselte er für drei Jahre zur Leitung der Geschäfte nach Wladiwostok. Hier wurde Sommer im April zum Konsul ernannt.

## Wieder in Europa
Anfang 1928 erfolgte Sommers Versetzung nach Kiew. Als Konsul übernahm er hier im April 1928 die Geschäfte. Sein Vorgesetzter war der Botschafter Herbert von Dirksen in Moskau. Mitte 1929 erhielt Sommer die Ernennung zum Konsul 1. Klasse. Ab 1930 mehren sich in der Berichterstattung sowohl der deutschen Botschaft in Moskau als auch aus dem Konsulat in Kiew die Hinweise über einsetzende Hungersnöte in zahlreichen sowjetischen Gebieten. Im Sommer 1931 berichtete Konsul Sommer über gravierende Veränderungen in der ukrainischen Landwirtschaft. Das betraf sowohl den Rückgang der verfügbaren Ackerflächen als auch die durch Zwangsabgaben stark dezimierten Lagerbestände für die Frühjahrsaussaat. Besonders beurteilte er die eingetretenen Unsicherheiten einer „wirtschaftlichen Zukunft angesichts der regierungsseitig zielbewusst und in schnellem Tempo vorwärtsgetriebenen Vergesellschaftung“ des Bodens und der Nutztierhaltung.
Anfang 1933 verließ Sommer Kiew und übernahm ab April die Leitung des Generalkonsulats in Leningrad. Bereits zu dieser Zeit hatten die gegen die Sowjetunion gerichteten verbalen Angriffe, die Verbreitung von Lügen und Falschinformationen sowie die offen betriebene antibolschewistische Hetze durch das im Januar in Berlin an die Macht gekommenen NS-System nie vorher dagewesene Ausmaße angenommen. Das beeinträchtigte die konsularische Arbeit vor Ort erheblich. Sein Vorgesetzter war der Botschafter in Moskau, Rudolf Nadolny. Wegen der offenen Widersprüche und seiner Nichtübereinstimmung mit der NS-Außenpolitik reichte dieser bereits nach 8 Monaten Amtszeit seine Demissionierung ein. Als neuer deutscher Botschafter und Vorgesetzter von Sommer übernahm Friedrich-Werner Graf von der Schulenburg wenige Monate später das Amt. Anfang Januar 1934 wurde Konsul Sommer Mitglied der NSDAP. Nach fünf Jahren Amtszeit kehrte er Ende 1937 nach Berlin zurück. Sommer wurde im Dezember 1937 in die Tätigkeit der Presseabteilung des Auswärtigen Amtes eingegliedert.
Ab diesem Zeitpunkt verlieren sich die Spuren des Diplomaten Sommer.